# 認信文
認信文（或稱信綱、信條），是基督宗教一些宗派的信仰規範。認信文闡明該宗派的教義和教政體制，乃其信徒共同遵守的準則與宣言。不少基督教派所沿用的認信文，在其教內的權威性僅次於《聖經》。
自宗教改革運動，基督新教各派系先後訂立認信文作為其教義和教會體制的準繩。而廣義上的認信文也可以指《信經》、天主教和東正教各自承認的權威性文件。

## 著名的認信文
- 《奧格斯堡信綱》（1530年）
- 《第一瑞士信綱》（1536年）
- 《十三條信綱》（1538年）
- 《四十二條信綱》（1553年）
- 《高盧信綱》（1559年）
- 《蘇格蘭認信文》（1560年）
- 《比利時信綱》（1561年）
- 《特蘭托會議信綱》（1564年）
- 《第二瑞士信綱》（1566年）
- 《多爾德雷赫特認信文》（1632年）
- 《威斯敏斯特信綱》（1643年）
- 《三十九條信綱》（1688年）
- 《溫徹斯特認信文》（1803年）
- 《新罕布什爾認信文》（1832年）